# Saint-Antelinkx
Saint-Antelinkx (Sint-Antelinks en néerlandais) est une section de la commune belge de Herzele dans le Denderstreek située en Région flamande dans la province de Flandre-Orientale. C'était une commune à part entière avant la fusion des communes de 1977.
Avec ses 338 hectares de superficie, il s’agit de la plus petite section de la commune de Herzele. L’altitude varie entre 29 et 82 mètres.

## Démographie

### Évolution démographique
- Sources : INS, Rem. : 1831 jusqu'en 1970 = recensements, 1976 = nombre d'habitants au 31 décembre[3].

## Né à Saint-Antelinkx
- Jules Victor Daem (1902), évêque du diocèse d’Anvers.